# Capri (đảo)

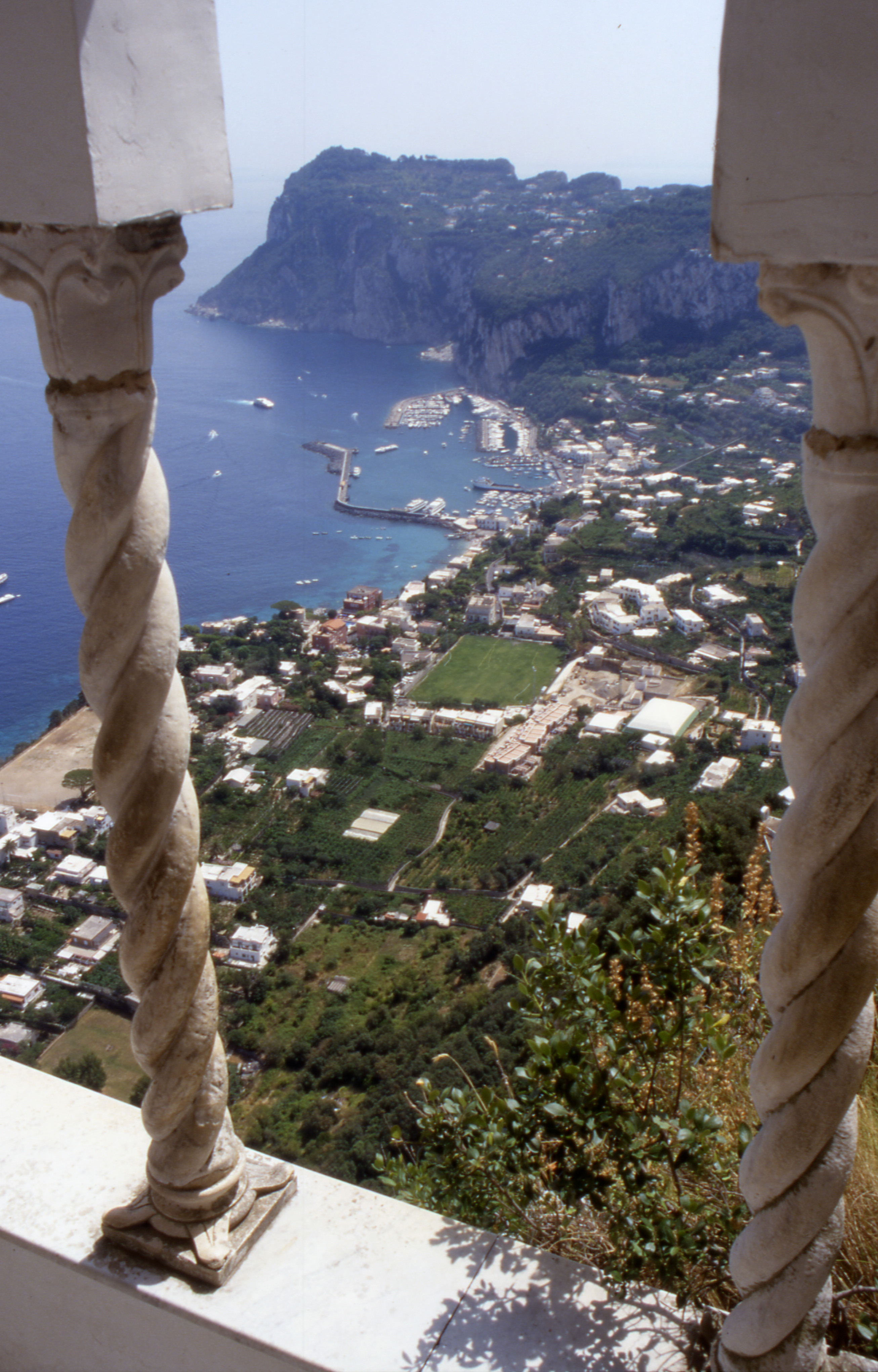

Capri (thường được phát âm là  /kəˈpriː/  trong tiếng Anh; tiếng Ý: [ˈkaːpri], tiếng Napoli: [ˈkɑːpri]) là một hòn đảo ở Địa Trung Hải, nằm về phía Nam vịnh Napoli trong vùng Campania nước Ý. Từ thời Cộng hoà La Mã, đây đã là một điểm nghỉ mát ưa thích của giới quý tộc.
Capri nằm trong Vùng đô thị Naples. Thị trấn chính và đông dân nhất của đảo cùng có tên là Capri. Một thị trấn khác có tên Anacapri nằm trên các ngọn đồi cao hơn ở phía Tây hòn đảo. Capri có hai hải cảng: Marina Piccola (Cảng Nhỏ) và Marina Grande (Cảng Lớn) đồng thời cũng là cửa khẩu giao thông chính của đảo. 

## Tên gọi
Nguồn gốc cái tên "Capri" cho đến nay vẫn chưa được khảo chứng rõ ràng. Trong tiếng Hy Lạp cổ, từ κάπρος kapros (có nghĩa là "lợn rừng") có thể được dùng để gọi hòn đảo vì lợn rừng là một trong những động vật có vú xuất hiện sớm nhất trên đảo. Một số bằng chứng khai quật đã tìm thấy xương lợn rừng, càng củng cố giả thuyết trên. Mặt khác, Capri cũng có thể bắt nguồn từ tiếng La tinh, chữ capreae (có nghĩa là "dê"), vì người La Mã đã từng gọi Capri là "đảo dê".

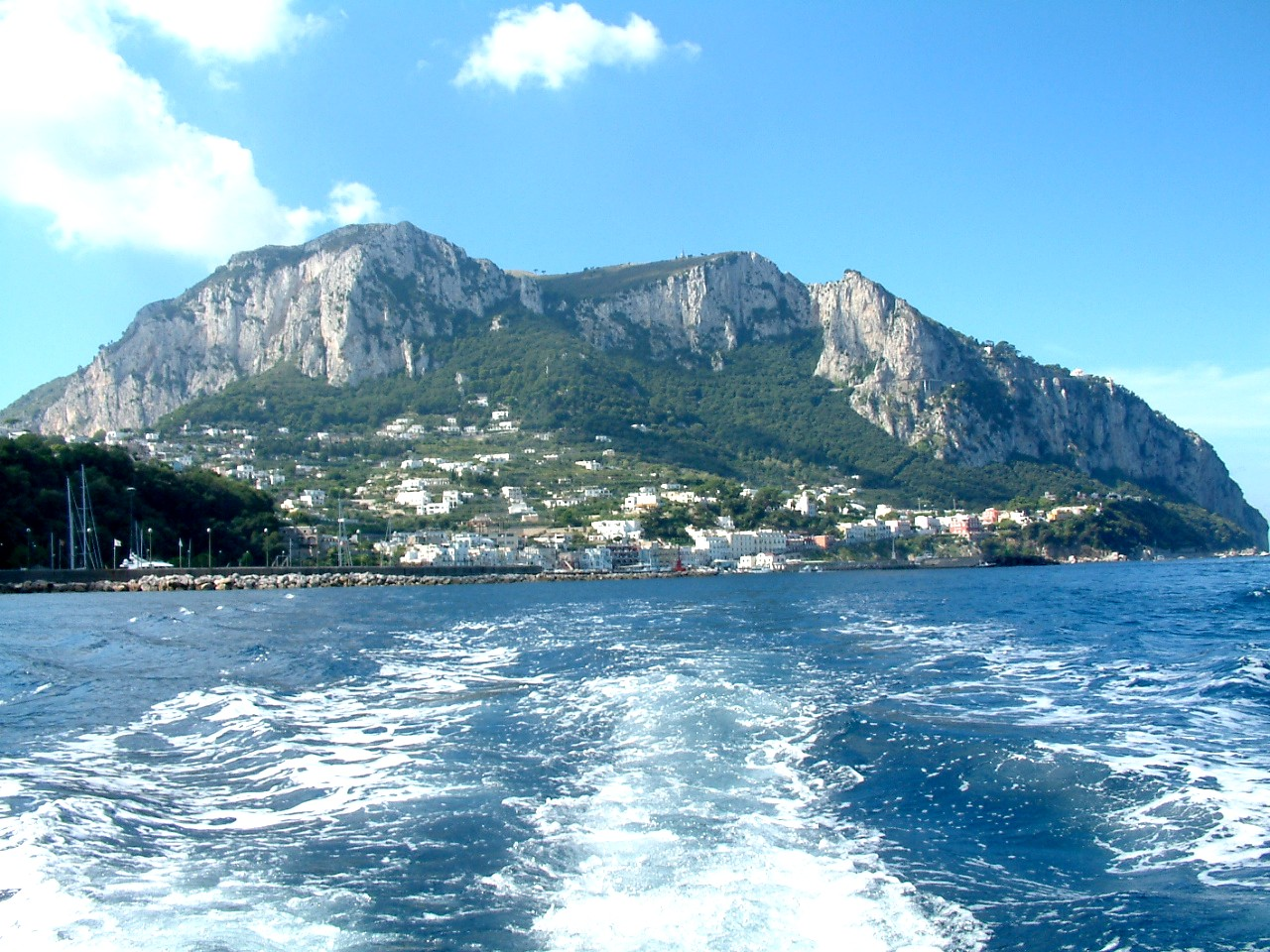
Đảo Capri nhìn từ phía bắc

## Lịch sử
Con người có mặt trên đảo Capri khá sớm. Chứng tích khảo cổ thì có từ thời cổ đại La Mã. Theo ghi chép trong sách De vita Caesarum của sử gia Suetonius thì ngay từ khi hoàng đế Augustus truyền xây dinh thự trên đảo, công việc xây cất đã khai quật được nhiều mảng xương lớn cũng như cổ vật bằng đá. Nhà vua ra lệnh đem trưng bày những thứ ấy ở tư dinh.
Khoa học khảo cổ hiện đại cũng kiểm chứng được sự hiện diện của con người từ thời đại Tân thạch và thời đại đồ đồng.
Hậu đế Tiberius cũng cho dựng biệt dinh trên đảo, trong số đó phế tích Villa Jovis vẫn còn rõ quy mô kiến trúc này. Năm 27 sau Công Nguyên, Tiberius cho dời đô đế quốc La Mã sang hẳn đảo Capri cho đến khi băng hà năm 37.
Sang thời Trung Cổ, Capri phụ thuộc xứ Napoli. Thế kỷ 16 Capri chứng kiến hai cuộc xâm lăng đốt phá của hải quân đế quốc Ottoman.
Đầu thế kỷ 19 Capri rơi vào vòng tranh chấp quân sự giữa hai nước Anh và Pháp. Năm 1815 đảo mới được hoàn lại cho nước Napoli.
Từ hậu bán thế kỷ 19 trở đi Capri là nơi thu hút du khách Âu châu, trong số đó có nhiều nghệ sĩ, họa sĩ và văn hào như John Singer Sargent, Frank Hyde, Norman Douglas, August Kopisch, Axel Munthe và Maxim Gorky. Gần đây hơn, nữ ca sĩ Mariah Carey cũng cho xây biệt thự trên đảo.

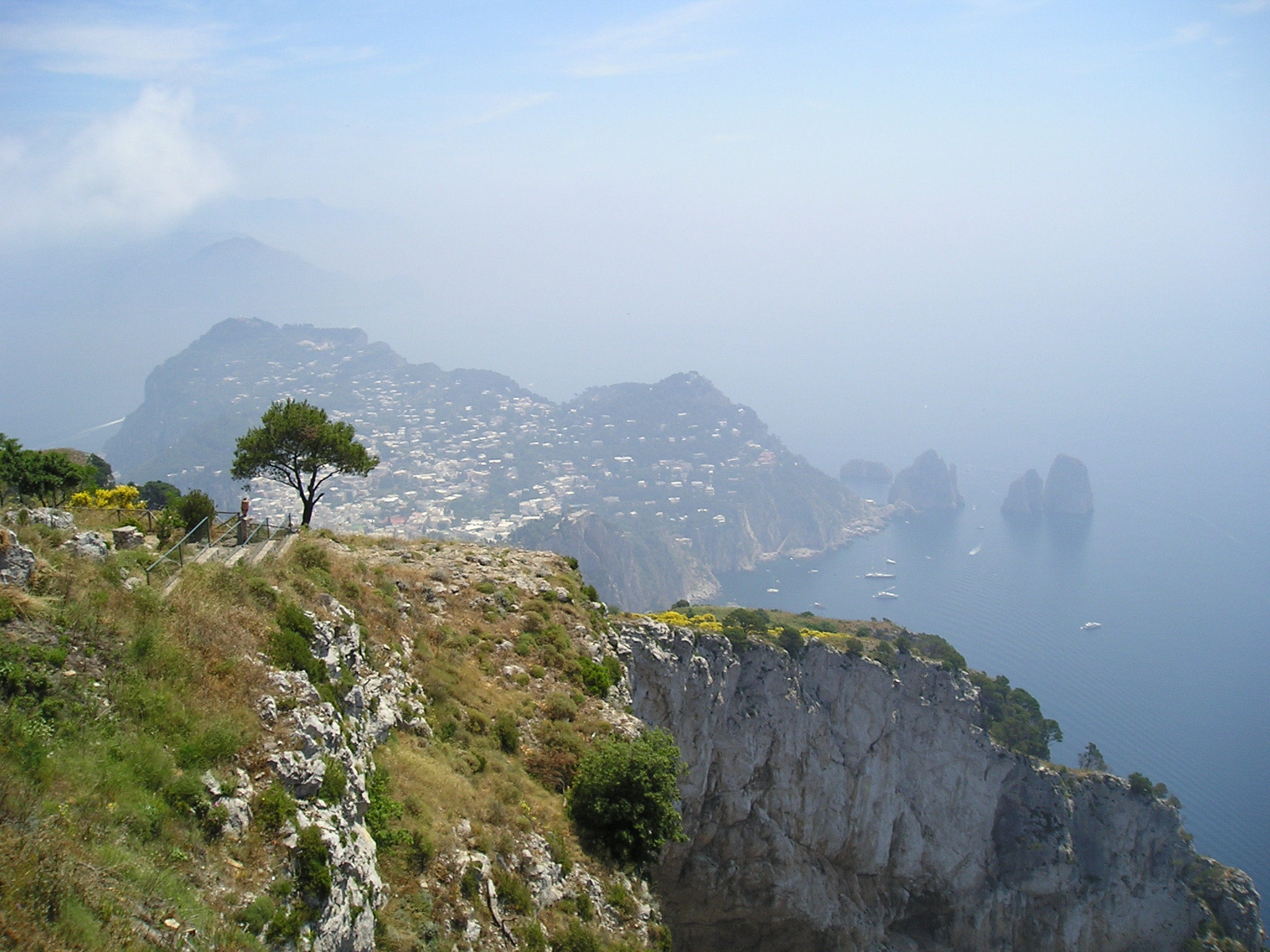
Phong cảnh nhìn đỉnh Monte Solaro.

## Đề tài văn nghệ
Capri là đề tài hoặc bối cảnh trong các tác phẩm sau đây:
Tiền tấu khúc (prelude) Les collines d'Anacapri (1910) của Claude Debussy
Tiểu thuyết South Wind (1917) của Norman Douglas
Hồi ký The Story of San Michele (1929) của bác sĩ Axel Munthe
Truyện ngắn "The Lotus Eater" (1945) của Somerset Maugham